# Championnat d'Afrique masculin de basket-ball 1985
Navigation
Égypte 1983 Tunisie 1987
Le Championnat d'Afrique masculin de basket-ball 1985 est la treizième édition du championnat d'Afrique des nations. Elle s'est déroulée du 20 au 28 décembre 1985 à Abidjan en Côte d'Ivoire. La Côte d'Ivoire remporte son deuxième titre et se qualifie pour le Championnat du monde de 1986.
Le Palais des sports de Treichville accueille l'événement.

## Classement final
| Position | Équipe              | Bilan |
| -------- | ------------------- | ----- |
| 1        | Côte d'Ivoire       | 6v-1d |
| 2        | Angola              | 5v-2d |
| 3        | Égypte              | 5v-1d |
| 4        | Sénégal             | 5v-2d |
| 5        | Centrafrique        | 5v-1d |
| 6        | Mauritanie          | 3v-3d |
| 7        | Nigeria             | 3v-3d |
| 8        | Tunisie             | 2v-4d |
| 9        | Mozambique          | 2v-4d |
| 10       | République du Congo | 1v-5d |
| 11       | Guinée              | 1v-5d |
| 12       | Kenya               | 0v-6d |